# 馬場虎貞
馬場 虎貞（ばば とらさだ、延徳2年（1490年） - 享禄2年（1529年））は、戦国時代の武将。甲斐武田氏の家臣。受領名は伊豆守。
甲斐国の戦国大名武田信虎に仕えた。信虎から「虎」の一字を賜る程の重臣であったが、享禄2年に信虎が一族の加賀美虎光を討った事を諌めたために信虎の勘気に触れ、内藤虎資、山県虎清、工藤虎豊らと共に処刑された。内藤家は虎豊の次男・工藤祐長が名跡を継いで内藤昌豊となり、山県家は武田家の重臣・飯富虎昌の弟（甥とも）・飯富源四郎が名跡を継いで山県昌景となった。
馬場氏の名跡は、後に教来石景政が継いで馬場信春となった。